# Hominidae
De mensachtigen (Hominidae) zijn een familie binnen de orde der primaten (Primates) die de gorilla's, mensen, chimpansees, orang-oetans, bonobo's en enkele uitgestorven groepen omvat. De precieze omgrenzing van de familie wordt nog weleens ter discussie gesteld. Soms worden zelfs de gibbons in deze familie geplaatst, soms worden de orang-oetans als een aparte familie opgevat. De hier gevolgde indeling van de Hominidae is gebaseerd op Cela-Conde & Ayala (2003).

## Taxonomie
- Familie: Hominidae (Mensachtigen) (8 soorten)
  - Onderfamilie: Dryopithecinae †
    - 
      - Geslacht: Dryopithecus †
        - Soort: Dryopithecus brancoi †
          -  Ondersoort: Dryopithecus brancoi fontani †

        - Soort: Dryopithecus crusafonti †
          -  Ondersoort: Dryopithecus crusafonti brancoi †

        - Soort: Dryopithecus fontani †
          -  Ondersoort: Dryopithecus fontani laietanus †

        - Soort: Dryopithecus laietanus †
          -  Ondersoort: Dryopithecus laietanus crusafonti †

        -  Soort: Dryopithecus wuduensis †

      -  Geslacht: Pierolapithecus †
        -  Soort: Pierolapithecus catalaunicus †

  - Onderfamilie: Homininae (5 soorten)
    - Geslachtengroep: Gorillini (Gorilla's) (2 soorten)
      -  Geslacht: Gorilla (Gorilla's) (2 soorten)
        - Soort: Gorilla beringei (Oostelijke gorilla)
          - Ondersoort: Gorilla beringei beringei (Berggorilla)
          -  Ondersoort: Gorilla beringei graueri (Oostelijke laaglandgorilla)

        -  Soort: Gorilla gorilla (Westelijke gorilla)
          - Ondersoort: Gorilla gorilla diehli (Cross Rivergorilla)
          -  Ondersoort: Gorilla gorilla gorilla (Westelijke laaglandgorilla)

    -  Geslachtengroep: Hominini (3 soorten)
      - Geslacht: Ardipithecus †
        - Soort: Ardipithecus kadabba †
        -  Soort: Ardipithecus ramidus †

      - Geslacht: Australopithecus †
        - Soort: Australopithecus afarensis †
        - Soort: Australopithecus africanus †
        - Soort: Australopithecus anamensis †
        - Soort: Australopithecus bahrelghazali †
        - Soort: Australopithecus deyiremeda †
        - Soort: Australopithecus garhi †
        -  Soort: Australopithecus sediba †

      - Geslacht: Homo (Mensen) (1 soort)
        - Soort: Homo antecessor †
        - Soort: Homo cepranensis (Cepranomens) †
        - Soort: Homo denisova (Denisovamens) †
        - Soort: Homo erectus †
          - Ondersoort: Homo erectus erectus †
          - Ondersoort: Homo erectus javanicus (Javamens) †
          - Ondersoort: Homo erectus lantianensis (Lantianmens) †
          - Ondersoort: Homo erectus meganthropus †
          - Ondersoort: Homo erectus nankinensis (Nanjingmens) †
          - Ondersoort: Homo erectus pekinensis (Pekingmens) †
          - Ondersoort: Homo erectus soloensis (Solo-mens) †
          - Ondersoort: Homo erectus tautavelensis (Tautavel-mens) †
          - Ondersoort: Homo erectus wushanensis (Wushanmens) †
          -  Ondersoort: Homo erectus yuanmouensis (Yuanmoumens) †

        - Soort: Homo ergaster †
        - Soort: Homo floresiensis (Floresmens of Hobbit) †
        - Soort: Homo georgicus (Dmanisi-mens) †
        - Soort: Homo habilis †
        - Soort: Homo heidelbergensis (Heidelbergmens) †
        - Soort: Homo helmei †
        - Soort: Homo naledi †
        - Soort: Homo neanderthalensis (Neanderthaler) †
        - Soort: Homo rhodesiensis (Rhodesiëmens) †
        - Soort: Homo rudolfensis †
        -  Soort: Homo sapiens (Mens)

      - Geslacht: Kenyanthropus †
        -  Soort: Kenyanthropus platyops †

      - Geslacht: Pan (Chimpansees) (2 soorten)
        - Soort: Pan paniscus (Bonobo of dwergchimpansee)
        -  Soort: Pan troglodytes (Chimpansee)
          - Ondersoort: Pan troglodytes schweinfurthii
          - Ondersoort: Pan troglodytes troglodytes
          - Ondersoort: Pan troglodytes vellerosus
          -  Ondersoort: Pan troglodytes verus (West-Afrikaanse chimpansee)

      - Geslacht: Paranthropus †
        - Soort: Paranthropus aethiopicus †
        - Soort: Paranthropus boisei †
        -  Soort: Paranthropus robustus †

      - Geslacht: Praeanthropus †
        -  Soort: Praeanthropus tugenensis †

      -  Geslacht: Sahelanthropus †
        -  Soort: Sahelanthropus tchadensis †

  - Onderfamilie: Ouranopithecinae †
    - 
      -  Geslacht: Ouranopithecus †
        - Soort: Ouranopithecus macedoniensis †
        -  Soort: Ouranopithecus turkae †

  -  Onderfamilie: Ponginae (3 soorten)
    - Geslachtengroep: Ankarapithecini †
      -  Geslacht: Ankarapithecus †

    - Geslachtengroep: Lufengpithecini †
      -  Geslacht: Lufengpithecus †

    - Geslachtengroep: Pongini (3 soorten)
      - Geslacht: Khoratpithecus †
      -  Geslacht: Pongo (Orang-oetans) (3 soorten)
        - Soort: Pongo abelii (Sumatraanse orang-oetan)
        - Soort: Pongo pygmaeus (Borneose orang-oetan)
        -  Soort: Pongo tapanuliensis (Tapanuli-orang-oetan)

    -  Geslachtengroep: Sivapithecini †
      - Geslacht: Gigantopithecus †
        - Soort: Gigantopithecus bilaspurensis †
        - Soort: Gigantopithecus blacki †
        -  Soort: Gigantopithecus giganteus †

      -  Geslacht: Sivapithecus †
        - Soort: Sivapithecus indicus †
        - Soort: Sivapithecus parvada †
        -  Soort: Sivapithecus sivalensis †

### Cladogram van de Hominidae
Een uittreksel van het bovenstaande, zonder de uitgestorven soorten, is als volgt.
|  | Sumatraanse orang-oetan (Pongo abelii) |
|  | |
|  | \| \| Tapanuli-orang-oetan (Pongo tapanuliensis) \| \| \| \| \| \| Borneose orang-oetan (Pongo pygmaeus), twee of drie ondersoorten \| \| \| \| |
|  | |
|  | Tapanuli-orang-oetan (Pongo tapanuliensis) |
|  | |
|  | Borneose orang-oetan (Pongo pygmaeus), twee of drie ondersoorten                                                                                |
|  | |

|  | Tapanuli-orang-oetan (Pongo tapanuliensis)                       |
|  |                                                                  |
|  | Borneose orang-oetan (Pongo pygmaeus), twee of drie ondersoorten |
|  |                                                                  |

|  | westelijke laaglandgorilla |
|  |                            |
|  | Cross Rivergorilla         |
|  |                            |

|  | oostelijke laaglandgorilla |
|  |                            |
|  | berggorilla                |
|  |                            |

|  | westelijke laaglandgorilla |
|  |                            |
|  | Cross Rivergorilla         |
|  |                            |

|  | oostelijke laaglandgorilla |
|  |                            |
|  | berggorilla                |
|  |                            |

| Chimpansees (Pan) | \| \| chimpansee (Pan troglodytes) \| \| \| \| \| \| bonobo of dwergchimpansee (Pan paniscus) \| \| \| \| |
|                   | \| \| chimpansee (Pan troglodytes) \| \| \| \| \| \| bonobo of dwergchimpansee (Pan paniscus) \| \| \| \| |
| Mensen (Homo)     | Mens (Homo sapiens)                                                                                       |
|                   | Mens (Homo sapiens)                                                                                       |
|                   | chimpansee (Pan troglodytes)                                                                              |
|                   | |
|                   | bonobo of dwergchimpansee (Pan paniscus)                                                                  |
|                   | |

|  | chimpansee (Pan troglodytes)             |
|  |                                          |
|  | bonobo of dwergchimpansee (Pan paniscus) |
|  |                                          |

|  | westelijke laaglandgorilla |
|  |                            |
|  | Cross Rivergorilla         |
|  |                            |

|  | oostelijke laaglandgorilla |
|  |                            |
|  | berggorilla                |
|  |                            |

|  | westelijke laaglandgorilla |
|  |                            |
|  | Cross Rivergorilla         |
|  |                            |

|  | oostelijke laaglandgorilla |
|  |                            |
|  | berggorilla                |
|  |                            |

| Chimpansees (Pan) | \| \| chimpansee (Pan troglodytes) \| \| \| \| \| \| bonobo of dwergchimpansee (Pan paniscus) \| \| \| \| |
|                   | \| \| chimpansee (Pan troglodytes) \| \| \| \| \| \| bonobo of dwergchimpansee (Pan paniscus) \| \| \| \| |
| Mensen (Homo)     | Mens (Homo sapiens)                                                                                       |
|                   | Mens (Homo sapiens)                                                                                       |
|                   | chimpansee (Pan troglodytes)                                                                              |
|                   | |
|                   | bonobo of dwergchimpansee (Pan paniscus)                                                                  |
|                   | |

|  | chimpansee (Pan troglodytes)             |
|  |                                          |
|  | bonobo of dwergchimpansee (Pan paniscus) |
|  |                                          |

|  | Sumatraanse orang-oetan (Pongo abelii) |
|  | |
|  | \| \| Tapanuli-orang-oetan (Pongo tapanuliensis) \| \| \| \| \| \| Borneose orang-oetan (Pongo pygmaeus), twee of drie ondersoorten \| \| \| \| |
|  | |
|  | Tapanuli-orang-oetan (Pongo tapanuliensis) |
|  | |
|  | Borneose orang-oetan (Pongo pygmaeus), twee of drie ondersoorten                                                                                |
|  | |

|  | Tapanuli-orang-oetan (Pongo tapanuliensis)                       |
|  |                                                                  |
|  | Borneose orang-oetan (Pongo pygmaeus), twee of drie ondersoorten |
|  |                                                                  |

|  | westelijke laaglandgorilla |
|  |                            |
|  | Cross Rivergorilla         |
|  |                            |

|  | oostelijke laaglandgorilla |
|  |                            |
|  | berggorilla                |
|  |                            |

|  | westelijke laaglandgorilla |
|  |                            |
|  | Cross Rivergorilla         |
|  |                            |

|  | oostelijke laaglandgorilla |
|  |                            |
|  | berggorilla                |
|  |                            |

| Chimpansees (Pan) | \| \| chimpansee (Pan troglodytes) \| \| \| \| \| \| bonobo of dwergchimpansee (Pan paniscus) \| \| \| \| |
|                   | \| \| chimpansee (Pan troglodytes) \| \| \| \| \| \| bonobo of dwergchimpansee (Pan paniscus) \| \| \| \| |
| Mensen (Homo)     | Mens (Homo sapiens)                                                                                       |
|                   | Mens (Homo sapiens)                                                                                       |
|                   | chimpansee (Pan troglodytes)                                                                              |
|                   | |
|                   | bonobo of dwergchimpansee (Pan paniscus)                                                                  |
|                   | |

|  | chimpansee (Pan troglodytes)             |
|  |                                          |
|  | bonobo of dwergchimpansee (Pan paniscus) |
|  |                                          |

|  | westelijke laaglandgorilla |
|  |                            |
|  | Cross Rivergorilla         |
|  |                            |

|  | oostelijke laaglandgorilla |
|  |                            |
|  | berggorilla                |
|  |                            |

|  | westelijke laaglandgorilla |
|  |                            |
|  | Cross Rivergorilla         |
|  |                            |

|  | oostelijke laaglandgorilla |
|  |                            |
|  | berggorilla                |
|  |                            |

| Chimpansees (Pan) | \| \| chimpansee (Pan troglodytes) \| \| \| \| \| \| bonobo of dwergchimpansee (Pan paniscus) \| \| \| \| |
|                   | \| \| chimpansee (Pan troglodytes) \| \| \| \| \| \| bonobo of dwergchimpansee (Pan paniscus) \| \| \| \| |
| Mensen (Homo)     | Mens (Homo sapiens)                                                                                       |
|                   | Mens (Homo sapiens)                                                                                       |
|                   | chimpansee (Pan troglodytes)                                                                              |
|                   | |
|                   | bonobo of dwergchimpansee (Pan paniscus)                                                                  |
|                   | |

|  | chimpansee (Pan troglodytes)             |
|  |                                          |
|  | bonobo of dwergchimpansee (Pan paniscus) |
|  |                                          |